# Лятна свалка
„Лятна свалка“ (на английски: Summer Catch) е американска романтична комедия от 2001 г. на режисьора Майк Толин. Във филма участват Фреди Принц Джуниър, Джесика Бийл и Матю Лилард. Филмът бележи режисьорския дебют на Толин.